# Catapulta

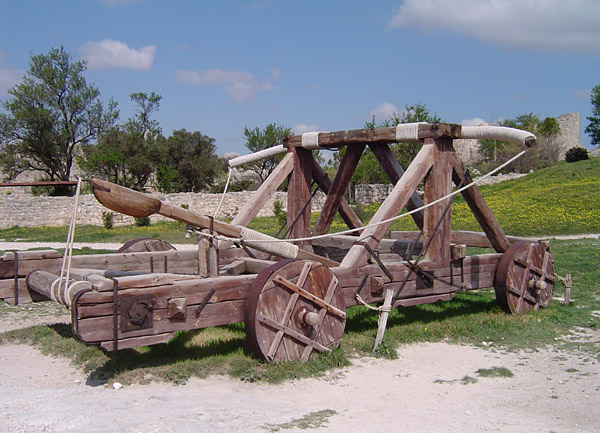
Reproducción de catapulta francesa en el Castillo del Balzo.

La  catapulta  es un instrumento bélico que se utilizó sobre todo durante la antigüedad y el medievo para el lanzamiento a distancia de objetos relativamente grandes y contundentes a modo de proyectiles. Fue inventada probablemente por los ingenieros de Dionisio I de Siracusa, aproximadamente en 400 a.  C. y posteriormente mejorada por cartagineses y romanos, y fue muy empleada durante la Edad Media, hasta que, con la introducción de la pólvora, se tornó obsoleta (su empleo hoy en día es inusual mas no inexistente).
Este artilugio fue creado principalmente para derribar murallas enemigas y tomar por asalto los castillos. Las primeras catapultas se empleaban lejos de donde se construían, lo que obligó a los creadores e ingenieros a trabajar en su forma, peso, tamaño, diseño y movilidad, pues eran armas necesarias en los grandes combates. De esta forma se logró obtener una catapulta más fácil de manejar y trasladar, que podía participar en las batallas.
También se conoce a estos aparatos con el nombre latino velopoietica. Los modelos más grandes estaban montados sobre fuertes plataformas de madera; el gatillo o impulsor de este tipo de ballesta se tensaba mediante cuerdas hasta quedar sujeto con un gancho. Otro tipo de catapulta aplicaba el principio de torsión para lanzar piedras u objetos pesados sobre murallas y fosos: unas cuerdas enrolladas con tornos para echar hacia atrás el mecanismo impulsor. También se utilizaban catapultas más pequeñas, que eran portátiles. Véase Fortificaciones.
Las catapultas más primitivas disponían de un brazo con forma de cuchara en el extremo para situar y lanzar el proyectil, pero las últimas versiones antes de que el uso generalizado de la pólvora las dejara obsoletas usaban una honda para lanzar el proyectil.
El tipo más eficaz de catapulta era el trabuquete o almajaneque, que funcionaba mediante la fuerza de la gravedad. Un contrapeso se izaba mediante unas cuerdas, y una vez situado el proyectil, se soltaban las cuerdas y el contrapeso, más pesado que dicho proyectil, lo lanzaba.

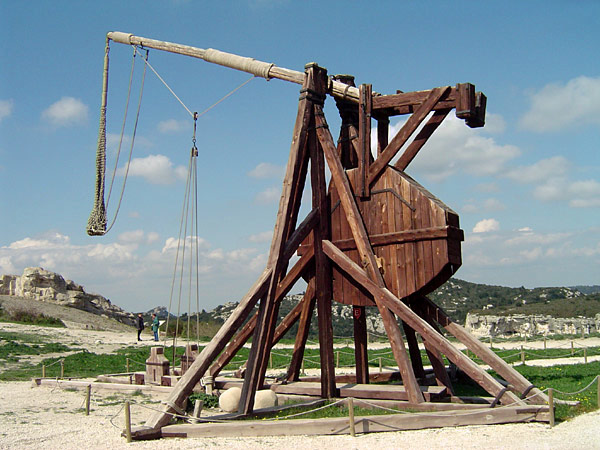
Trabuquete.

Las primeras catapultas fueron en forma de una enorme resortera u honda planeada por Alejandro Magno y sus ingenieros para poder derribar las murallas del imperio aqueménida. Los griegos tenían una enorme honda que lanzaba grandes flechas por medio de cuerdas elásticas. Luego ese modelo fue modificado para lograr lanzar piedras usando la energía de cuerdas elásticas más la energía de otras cuerdas de tensión.

## Catapultas griegas y romanas

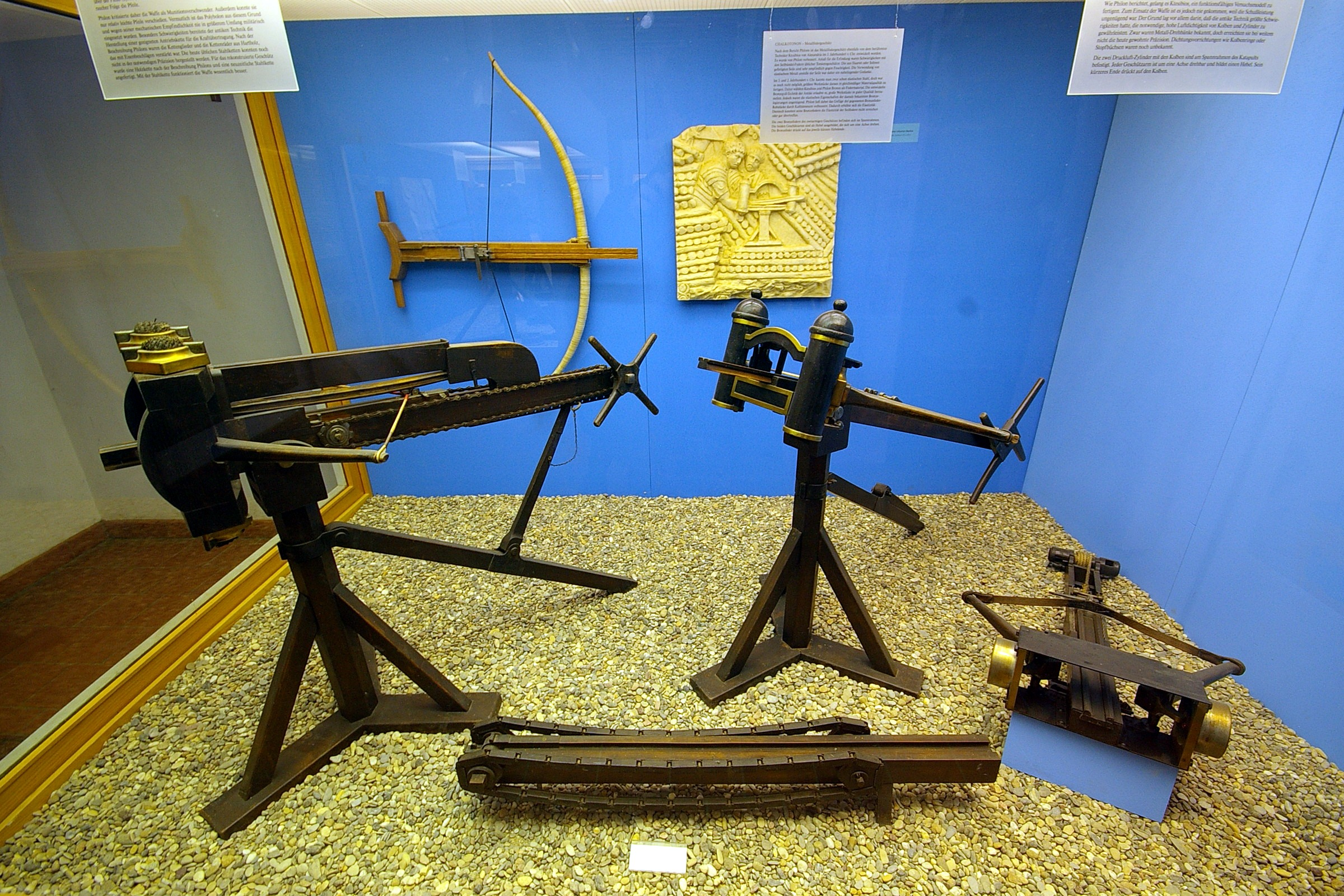
Artillería mecánica antigua: Catapultas (de pie), el accionamiento por cadena de Polybolos (abajo en el centro), Gastraphetes (en la pared).

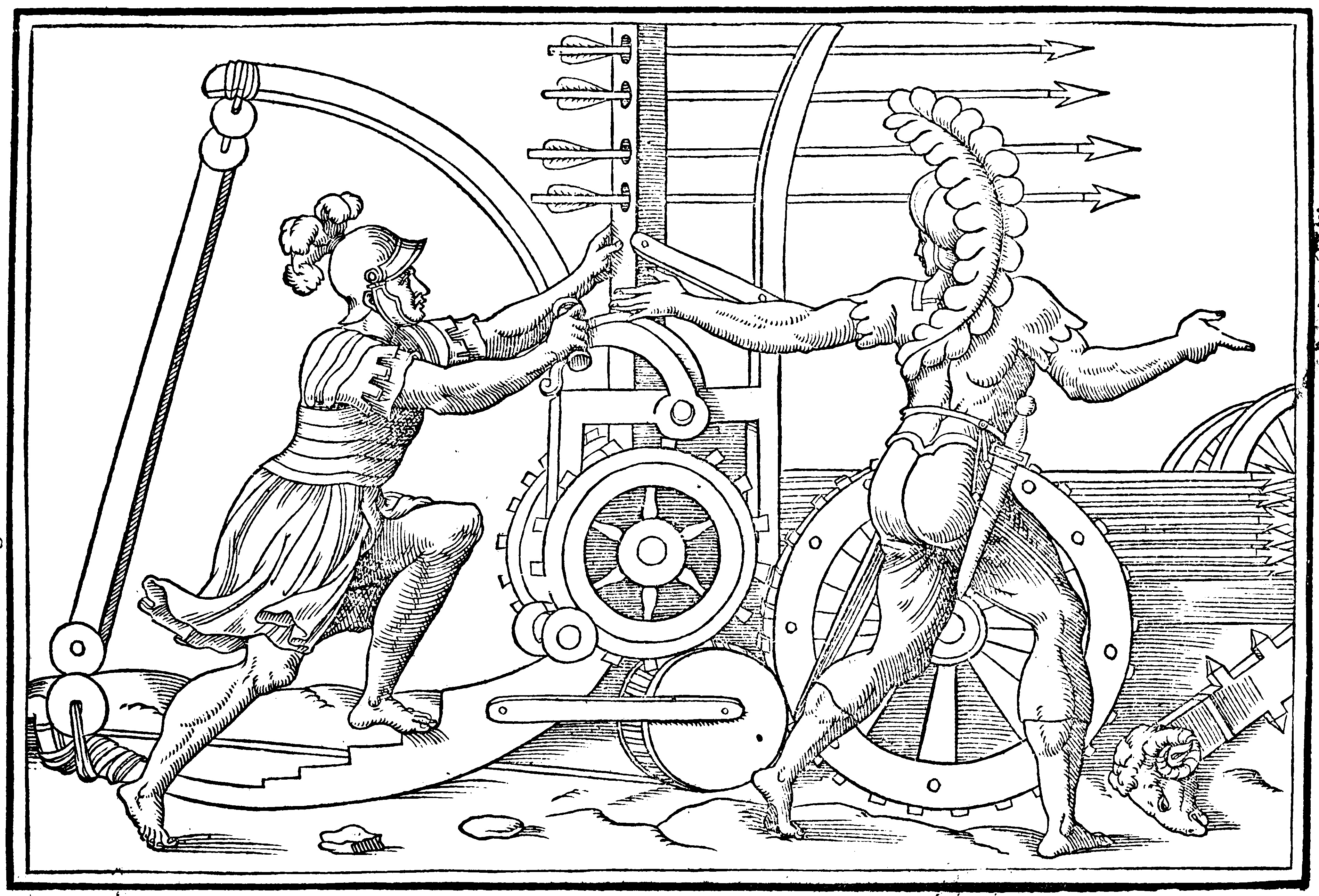
Grabado que ilustra el diseño de una catapulta romana, 1581-

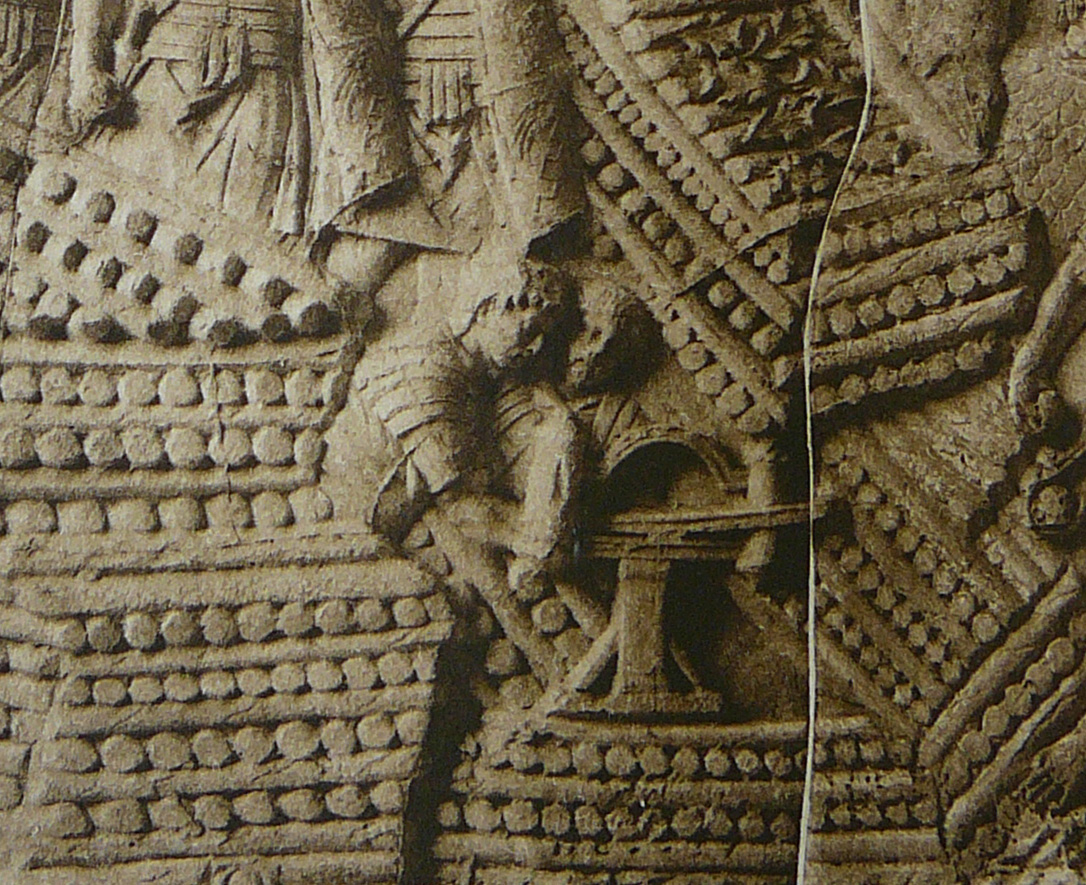
El "nido de catapultas" romano en las Guerras dacias de Trajano.

La catapulta y la ballesta en Grecia están estrechamente relacionadas. Las catapultas primitivas eran esencialmente «el producto de intentos relativamente sencillos de aumentar el alcance y el poder de penetración de los proyectiles reforzando el arco que los impulsaba». El historiador Diodoro Sículo (fl. siglo I a. C.), describió la invención de una catapulta mecánica que disparaba flechas (katapeltikon) por un grupo de trabajo griego en el año 399 a. C. El arma se empleó poco después contra Motya (397 a. C.), una fortaleza clave de la Cartago en Sicilia. Se supone que Diodoro extrajo su descripción de la muy valorada historia de Filisto, contemporáneo de los acontecimientos de entonces. La introducción de las ballestas, sin embargo, puede datarse más atrás: según el inventor Herón de Alejandría (fl. siglo I d. C.), que se remitió a las obras, hoy perdidas, del ingeniero del siglo III a. C. Ctesibio, esta arma se inspiró en una ballesta anterior que se sostenía con el pie, llamada gastrafetes, que podía almacenar más energía que los arcos griegos. Una descripción detallada del gastrafetes, o el "arco de vientre", junto con un dibujo en acuarela, se encuentra en el tratado técnico de Herón Belopoeica.
Un tercer autor griego, Bitón (fl. siglo II a. C.), cuya fiabilidad ha sido revaluada positivamente por los estudios recientes, describió dos formas avanzadas de los gastrafetes, que atribuye a Zopyros, un ingeniero de sur de Italia. Zopyrus ha sido equiparado plausiblemente con un Pitagórico de ese nombre que parece haber florecido a finales del siglo V a. C. También lo hizo de Camp.  Probablemente diseñó sus máquinas de arco con motivo de los asedios de Cumas y Mileto entre el 421 a. C. y el 401 a. C.. Los arcos de estas máquinas ya contaban con un sistema de retroceso con cabrestante y, al parecer, podían lanzar dos proyectiles a la vez.
Filón de Bizancio proporciona probablemente el relato más detallado sobre el establecimiento de una teoría de la belopoética (belos = "proyectil"; poietike = "(arte) de hacer") hacia el año 200 antes de Cristo. El principio central de esta teoría era que "todas las partes de una catapulta, incluido el peso o la longitud del proyectil, eran proporcionales al tamaño de los muelles de torsión". Este tipo de innovación es indicativa del ritmo creciente con el que la geometría y la física se asimilaban a las empresas militares.
A partir de mediados del siglo IV a. C., las evidencias del uso griego de máquinas lanzadoras de flechas se hacen más densas y variadas: las máquinas lanzadoras de flechas (katapaltai) son mencionadas brevemente por Eneas el Táctico en su tratado sobre el arte de asediar escrito hacia el 350 a. C. Una inscripción existente del arsenal de Atenas, fechada entre el 338 y el 326 a. C., enumera una serie de catapultas almacenadas con pernos de disparo de tamaño variable y muelles de tendones. La última entrada es particularmente digna de mención, ya que constituye la primera evidencia clara del cambio a las catapultas de torsión, que son más potentes que las ballestas más flexibles y que llegaron a dominar el diseño de la artillería griega y de la Romana a partir de entonces. Este paso a los resortes de torsión fue probablemente estimulado por los ingenieros de Filipo II de Macedonia. Otro inventario ateniense del 330 al 329 a. C. incluye pernos de catapulta con cabezas y vuelos. A medida que el uso de las catapultas se hizo más común, también lo hizo el entrenamiento requerido para operarlas. Muchos niños griegos fueron instruidos en el uso de las catapultas, como lo demuestra "una inscripción del siglo III a. C. de la isla de Ceos en las Cícladas [que regula] las competiciones de tiro con catapulta para los jóvenes". Se informa de máquinas de disparo de flechas en acción de Filipo II en el asedio de Perinto (Tracia) en 340 a. C. Al mismo tiempo, las fortificaciones griegas comenzaron a presentar altas torres con ventanas enrejadas en la parte superior, que podrían haber sido utilizadas para albergar tiradores de flechas antipersonales, como en Egóstena. Los proyectiles incluían tanto flechas como (más tarde) piedras que a veces se encendían. Onomarco de Fócida utilizó por primera vez catapultas en el campo de batalla contra Filipo II de Macedonia.  El hijo de Filipo, Alejandro Magno, fue el siguiente comandante de la historia documentada que hizo tal uso de las catapultas en el campo de batalla, así como que las utilizó durante los asedios.
Los romanos empezaron a utilizar las catapultas como armas para sus guerras contra Siracusa, Macedonia, Esparta y Etolia (III y siglo II a. C.). La máquina romana conocida como arcuballista era similar a una gran ballesta. Más tarde, los romanos utilizaron catapultas ballista en sus barcos de guerra.

## Catapultas medievales

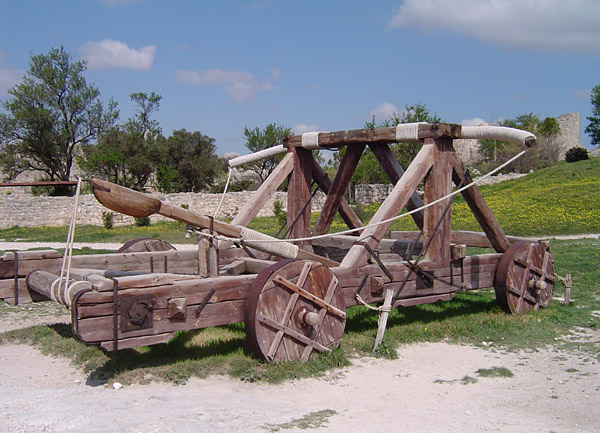
Réplica de una Petraria Arcatinus

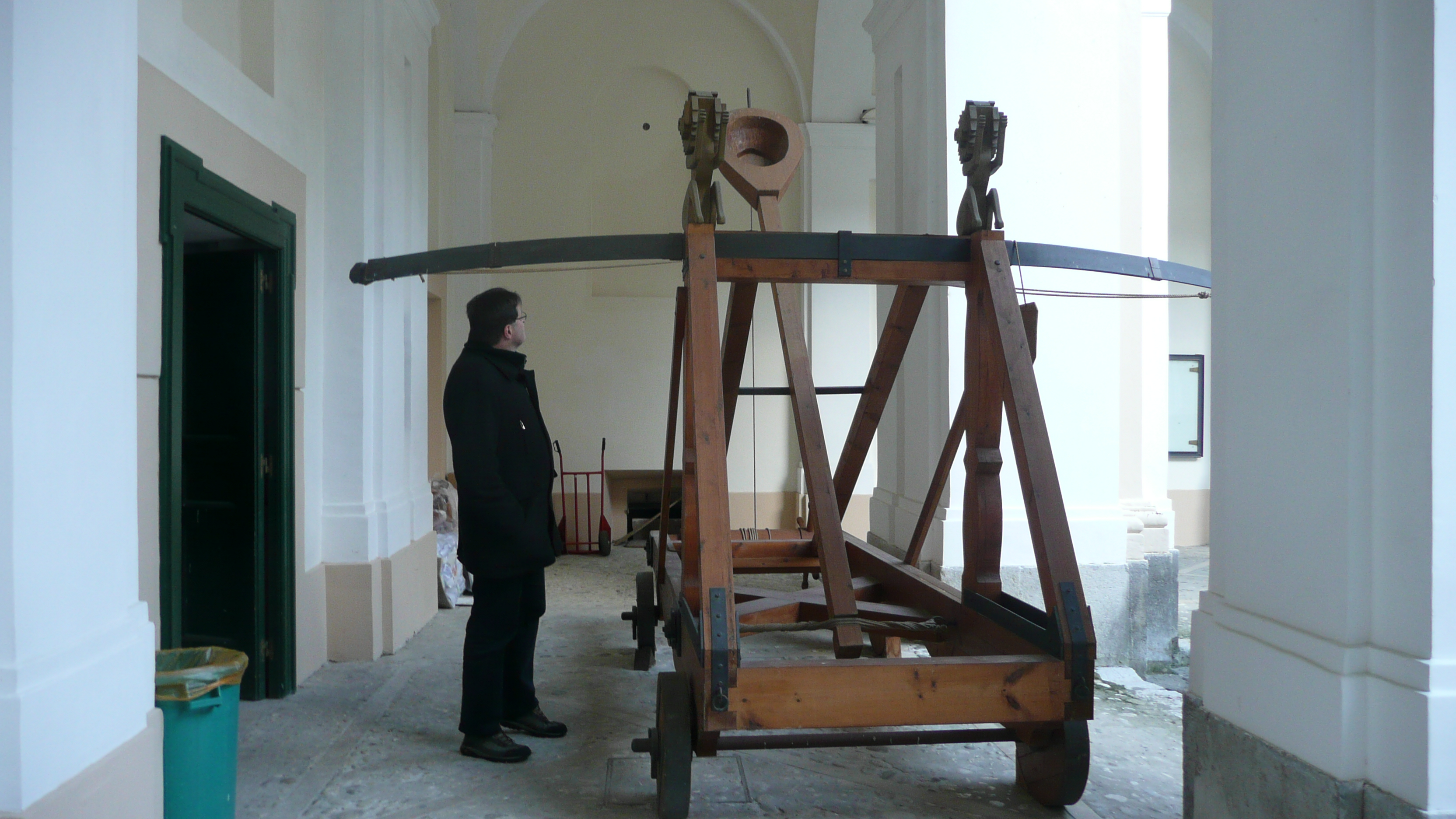
Catapulta de Petraria Arcatinus en Mercato San Severino, Italia

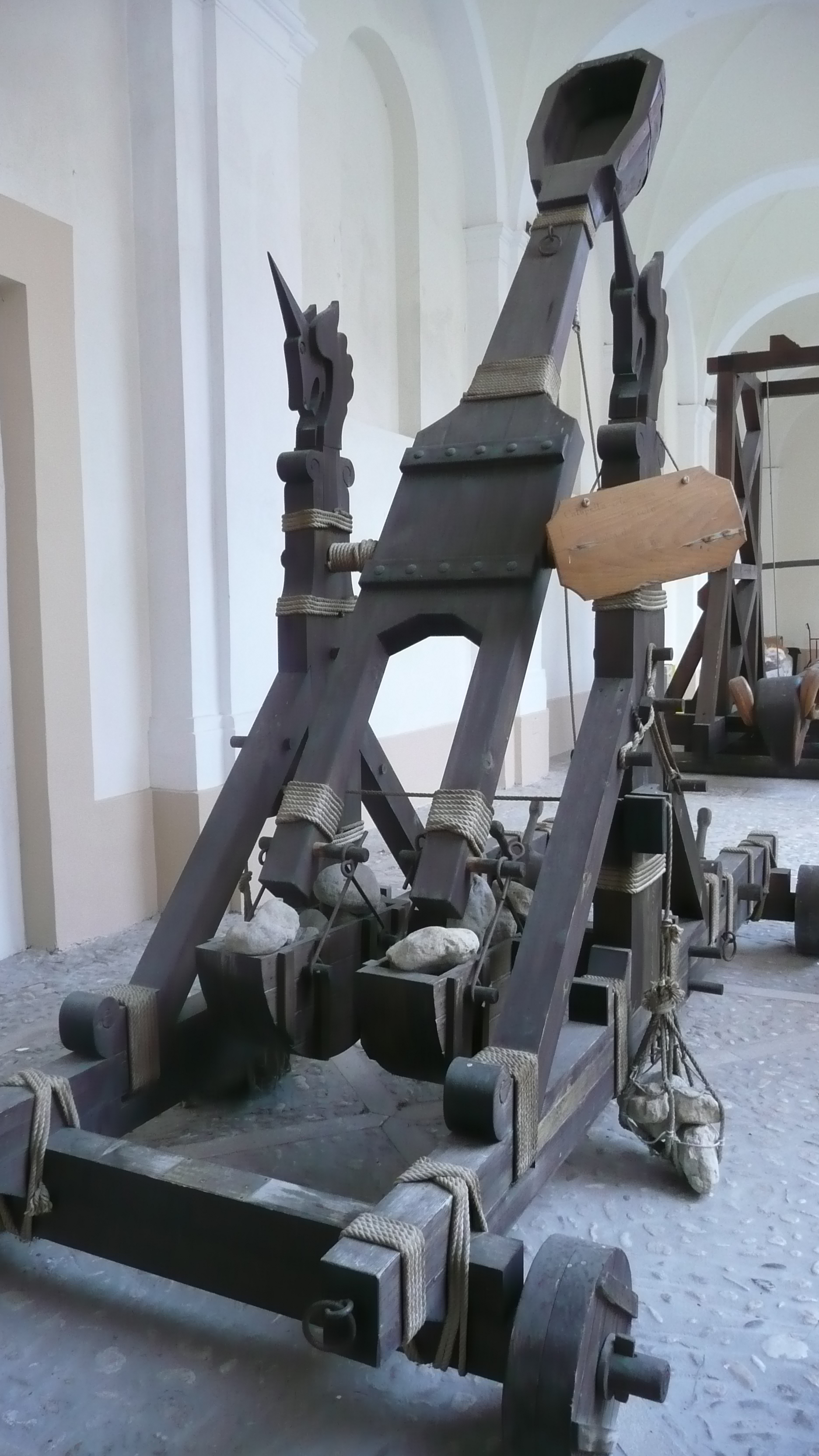
Catapulta 1 Mercato San Severino

Los castillos y las ciudades amuralladas fortificadas eran comunes durante este período y las catapultas se utilizaban como arma de asedio contra ellos. Además de su uso en los intentos de abrir una brecha en las murallas, se podían catapultar por encima de las mismas misiles incendiarios, o cadáveres enfermos o basura.
Las técnicas defensivas de la Edad Media progresaron hasta el punto de hacer que las catapultas fueran en gran medida ineficaces. El sitio vikingo de París (885-6 d. C.) "vio el empleo por ambas partes de prácticamente todos los instrumentos de asedio conocidos en el mundo clásico, incluyendo una variedad de catapultas", con poco efecto, resultando en el fracaso.
Las catapultas más utilizadas a lo largo de la Edad Media fueron las siguientes:
BallistaLas ballistas eran similares a las ballestas gigantes y estaban diseñadas para funcionar por torsión. Los proyectiles eran grandes flechas o dardos de madera con punta de hierro. Estas flechas se disparaban "a lo largo de una trayectoria plana" hacia un objetivo. Las ballistas eran precisas, pero carecían de la potencia de fuego de un mangonel o un trabuquete. Debido a su inmovilidad, la mayoría de las ballistas se construían in situ tras una evaluación del asedio por parte del oficial militar al mando.

Espingarda de torsiónEl diseño de la espingarda de torsión se asemeja al de la balista, siendo una ballesta accionada por tensión. El armazón de la ballesta era más compacto, lo que permitía su uso en espacios más reducidos, como el interior de un castillo o una torre, pero comprometía su potencia.

MangonelEsta máquina estaba diseñada para lanzar pesados proyectiles desde un "cubo en forma de cuenco en el extremo de su brazo". Los mangoneles se utilizaban principalmente para "disparar varios misiles contra fortalezas, castillos y ciudades", con un alcance de hasta 1300 pies. Estos proyectiles incluían desde piedras hasta excrementos o cadáveres en descomposición. Los mangones eran relativamente sencillos de construir, y con el tiempo se les añadieron ruedas para aumentar la movilidad.

OnagroLas catapultas onagro lanzaban inicialmente proyectiles desde una honda, que más tarde se cambió por un "cubo en forma de cuenco". La palabra Onager deriva de la palabra griega onagros para "asno salvaje", refiriéndose al "movimiento y fuerza de pateo" que se recrearon en el diseño del Mangonel. Los registros históricos sobre los onagros son escasos. El relato más detallado del uso del Mangonel procede de la "traducción de Eric Marsden de un texto escrito por Ammianus Marcellius en el siglo IV d.C." que describe su construcción y uso en combate.

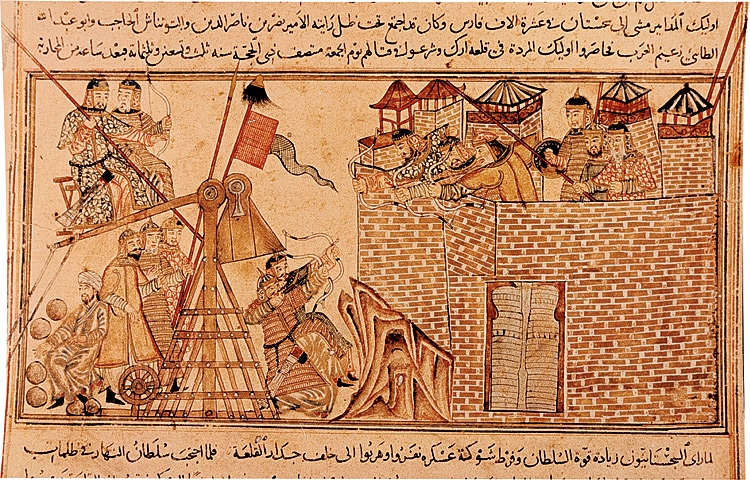
Guerreros mongoles usando trabuquete para asediar una ciudad

Trabuquete Los trabuquetes eran probablemente la catapulta más potente empleada en la Edad Media. La munición más utilizada eran las piedras, pero se podían sustituir por "dardos y palos de madera afilados" si era necesario. Sin embargo, el tipo de munición más eficaz era el fuego, como "las barras de fuego y el mortífero fuego griego". Los trabuquetes tenían dos diseños diferentes: De tracción, que eran impulsados por personas, o de contrapeso, en los que las personas eran sustituidas por "un peso en el extremo corto". El relato histórico más famoso sobre el uso de trabuquetes se remonta al asedio del Stirling Castle en 1304, cuando el ejército de Eduardo I construyó un trabuquete gigante conocido como Warwolf, que luego procedió a "arrasar una sección de la muralla [del castillo], concluyendo con éxito el asedio".

Couillard: Un trabuquete simplificado, en el que el único contrapeso del trabuquete está dividido, oscilando a ambos lados de un poste central de apoyo.

Catapulta de Leonardo da VinciLeonardo da Vinci trató de mejorar la eficacia y el alcance de los diseños anteriores. Su diseño incorporó una gran ballesta de madera como acumulador para impulsar la catapulta.[cita requerida] Ambos extremos del arco están conectados por una cuerda, similar al diseño de un arco y flecha. La ballesta no se utilizaba para tirar de la armadura de la catapulta directamente, sino que la cuerda se enrollaba alrededor de un tambor. La armadura de la catapulta estaba unida a este tambor, que se hacía girar hasta que se almacenaba suficiente energía potencial en la deformación del muelle. Entonces, el tambor se desenganchaba del mecanismo de enrollamiento, y el brazo de la catapulta giraba de golpe. Aunque no hay constancia de que este diseño se construyera en vida de Leonardo, los entusiastas contemporáneos lo han reconstruido.